# 宽框荠属
宽框荠属（学名：Platycraspedum）是十字花科下的一个属，为二年生草本植物。该属仅有宽框荠（Platycraspedum tibeticum）一种，特产自中国四川西部高山。